# Fatty's Day Off
Fatty's Day Off é um filme mudo de comédia curta norte-americano de 1913, distribuído por Mutual Film Corporation e estrelado por Fatty Arbuckle. Foi dirigido por Wilfred Lucas.